# Schloss Pichl

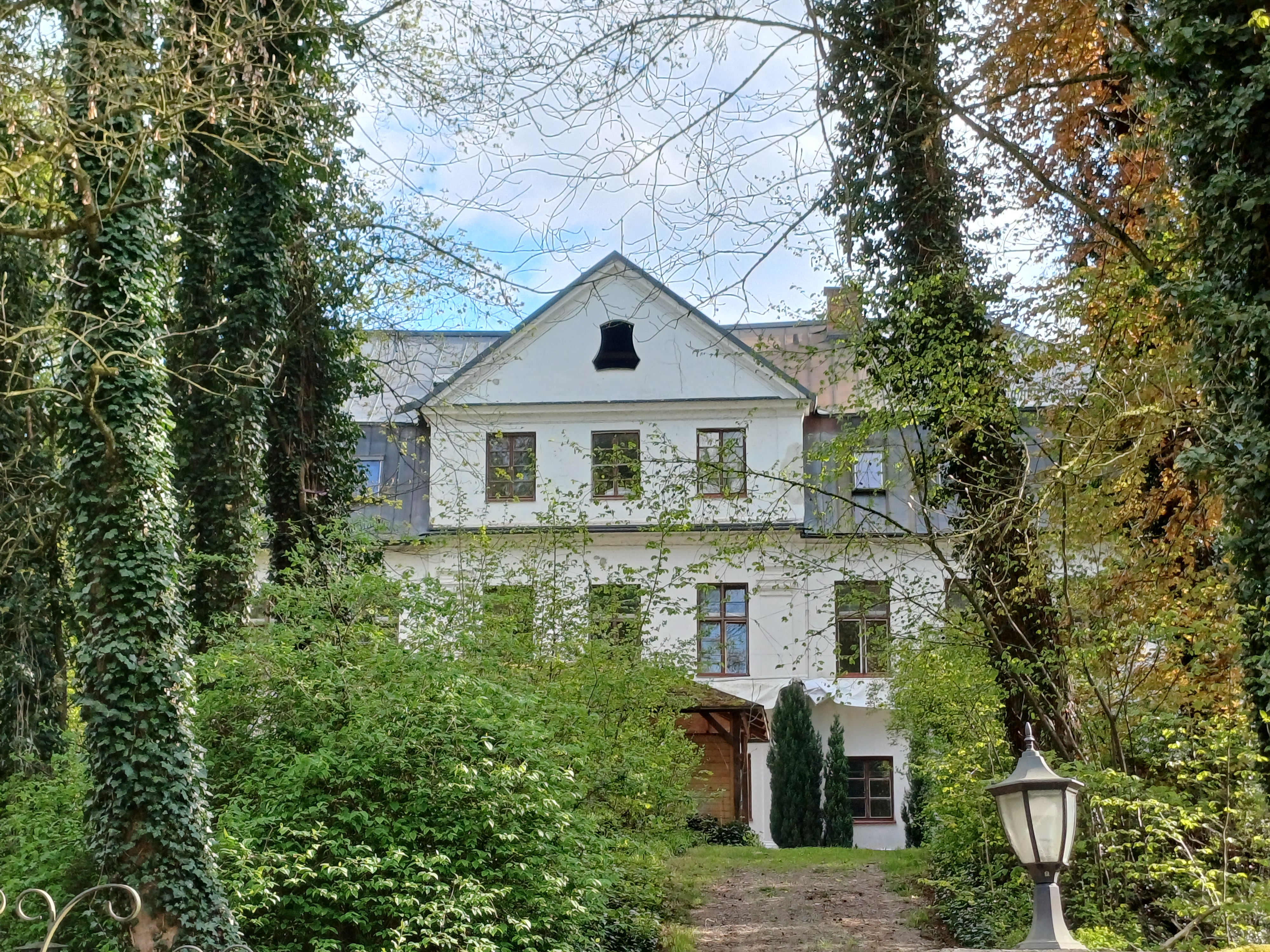
Hauptgebäude

Das Schloss Pichl liegt im Aindlinger Ortsteil Pichl im Landkreis Aichach-Friedberg (Bayern).

## Geschichte

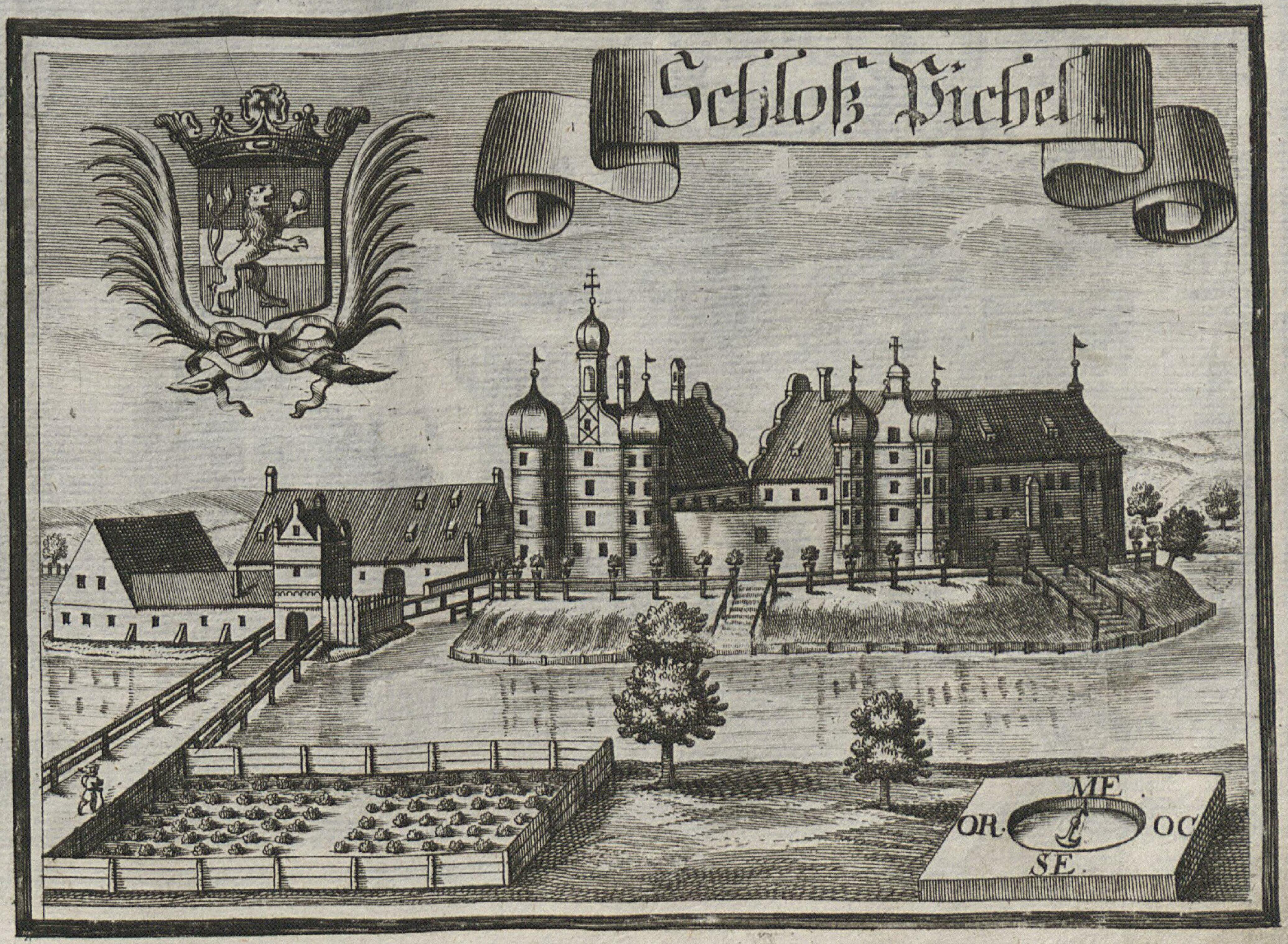
Stich von Michael Wening, 1701

Das Wasserschloss an der Schloßallee wurde im Dreißigjährigen Krieg stark zerstört und Mitte des 18. Jahrhunderts wieder aufgebaut. Bereits um 1560 ist das Schloss Pichl auf den bayerischen Landtafeln von Philipp Apian zu finden. Bis 1980 gehörte es der Familie von Schaezler. Das Wasserschloss war von 1979 bis 2011 Therapiezentrum für Drogenabhängige.
2014 kaufte der Augsburger Bauunternehmer Georg Brandl (Delta Wohnbau GmbH) das Schloss vom Suchthilfeverein Condrobs.